# Roberto Moya
Roberto Saturnino Moya Sandoval (* 11. Februar 1965 in Havanna; † 21. Mai 2020 in Valencia, Spanien) war ein kubanischer Diskuswerfer.
Er siegte 1987 und 1989 bei den Zentralamerika- und Karibikmeisterschaften. 1989 holte er die Bronzemedaille bei der Universiade in Duisburg und gewann seinen ersten von insgesamt fünf kubanischen Meistertiteln im Diskuswurf (weitere folgten 1992–1995). Außerdem siegte er bei den Zentralamerika- und Karibikspielen 1990 in Mexiko-Stadt.
Auf globaler Ebene trat Moya zum ersten Mal bei den Leichtathletik-Weltmeisterschaften 1991 in Tokio in Erscheinung, wo er den achten Rang belegte. Den bedeutendsten Erfolg seiner Karriere erzielte er mit dem Gewinn der Bronzemedaille bei den Olympischen Spielen 1992 in Barcelona. Dort platzierte er sich mit einer Weite von 64,12 m hinter Romas Ubartas (65,12 m) und Jürgen Schult (64,94 m).
Moyas letzter großer internationaler Erfolg war der Titelgewinn bei den Panamerikanischen Spielen 1995 in Mar del Plata. Bei den Olympischen Spielen 1996 schied er dagegen bereits in der Qualifikationsrunde aus.
Roberto Moya war 1,97 m groß und hatte ein Wettkampfgewicht von 135 kg. 2001 erhielt er die spanische Staatsbürgerschaft.

## Bestleistungen
- Diskuswurf: 65,68 m (1990)
- Kugelstoßen: 16,14 m (2001)